# Zwycięstwo (film 1995)
Zwycięstwo (ang. Victory) – film produkcji francusko-niemiecko-brytyjskiej z 1995 w reżyserii Marka Peploe, zrealizowany na podstawie powieści Josepha Conrada Zwycięstwo.

## Obsada
- Willem Dafoe jako Axel Heyst
- Irene Jacob jako Alma
- Sam Neill jako Jones
- Rufus Sewell jako Martin
- Jean Yanne jako Schomberg